# 小行星3651
小行星3651（3651 Friedman）是一颗绕太阳运转的小行星，为主小行星带小行星。该小行星于1978年11月7日发现。

## 轨道参数
小行星3651的轨道半长轴为2.3788087 UA，离心率为0.103。